# Jean Jammes
Pas d'image ? Cliquez ici

a Compétitions nationales et continentales officielles uniquement.

b Matchs officiels uniquement.
Jean Jammes, né le 22 décembre 1931, est un joueur de rugby à XIII international français évoluant au poste de deuxième ligne dans les années 1950.
Il joue en club avec l'AS Carcassonne qui atteint alors les finales du Championnat de France perdues en 1955, 1956 et 1958.
Fort de ses performances en club, il côtoie l'équipe de France et compte une sélection officielle obtenue le 3 avril 1963 contre la Nouvelle-Zélande.

## Biographie

### Palmarès
- Collectif :
  - Finaliste du Championnat de France : 1955, 1956 et 1958 (Carcassonne).

### Détails en sélection
| 1. | 3 avril 1963 | Nouvelle-Zélande | 6-11 | Test-match | Deuxième ligne | - | - | - | - |